# 31. srbska brigada (NOVJ)
Za druge 31. brigade glejte 31. brigada.
31. srbska brigada (srbohrvaško: 31. srpska brigada) je bila brigada v sestavi Narodnoosvobodilne vojske in partizanskih odredov Jugoslavije in ki je delovala med drugo svetovno vojno na področju Kraljevine Jugoslavije.

## Organizacija
- štab
- 4x bataljon